# Syndroom van Miller
Het syndroom van Miller of postaxiale acrofaciale dysostose is een vermoedelijk zeer zeldzaam syndroom waarvan de oorzaak (pathogenese) tot nu toe onbekend is. 

## Geschiedenis
In 1969 werd het syndroom van Miller voor het eerst werd beschreven door E. Genée, die het toen als een extreme vorm van dysostosis mandibulofacialis beschouwde. In 1975 beschreef Wiedemann het echter als een afzonderlijke aandoening. In 1987 werd de aandoening hernoemd tot het syndroom van Genée-Wiedemann.

## Oorzaak
Het syndroom wordt veroorzaakt door het gen DHODH, dat ligt op positie 16q22 op chromosoom 16 en codeert voor het enzym dihydro-orotaat-dehydrogenase. Dit enzym regelt samen met het enzym ubichinon de oxidatie van dihydro-orotaat naar orotaat, de vierde fase in het proces van pyrimidine biosynthese. In 1910 werd melding gemaakt van een afwijking van dit gen bij bananenvliegen. De bijbehorende symptomen waren misvormde achterpoten, vleugelafwijkingen en een verstoorde oögenese.

## Kenmerken
Het syndroom van Miller wordt vooral gekenmerkt door een ernstige vorm van micrognathie, schisis, ontbreken van een deel van de oogleden en extra tepels. Andere bijkomende afwijkingen zijn onder meer: een teveel aan wervels, afwijkingen aan het hart en de ribben (zoals ventrikelseptumdefect en open ductus arteriosus) en longaandoeningen als gevolg van chronische infecties.